# Jurijs Sokolovs
Jurijs Sokolovs (russisch Юрий Николаевич Соколов; * 12. September 1983 in Daugavpils) ist ein lettischer Fußballspieler.

## Karriere
Sokolovs begann seine Karriere 2003 beim FC Dinaburg. 2008 wechselte er für ein Jahr zum FC Daugava Daugavpils, 2009 ging er zurück zum FC Dinaburg. Von 2010 bis 2013 spielte er wieder beim FC Daugava Daugavpils. Seit 2014 gehört er zum Kader des BFC Daugavpils.